# ポケモンカードGB
『ポケモンカードGB』（ポケモンカード ジービー）は、ゲームボーイカラー・ゲームボーイ用のゲームソフトで、トレーディングカードゲームである『ポケモンカードゲーム』を再現したものである。1作目の『ポケモンカードGB』は任天堂より1998年12月18日に発売され、『ポケモンカードGB2 GR団参上!』（ポケモンカード ジービーツー グレートロケットだんさんじょう）はポケモンより2001年3月28日に発売された。本項目では2作をともに扱う。

## ゲームシステム
本編の『ポケットモンスター』風のマップ画面で主人公を操作し、ノンプレイヤーキャラクターとの会話やカード対戦を通じてストーリーが進む。ゲームボーイ向けに若干変更されているが、基本的なルールは当時のポケモンカードゲームと同一である。敵との対戦や様々なイベントでカードを集め、プレイヤーのデッキを自由に組むことができる。
通信ケーブルを利用した通信対戦や、赤外線通信を用いたカードの交換も可能である。しかしごく一部の特殊なカード（後述）を除いて、通信プレイを行わなくてもコンプリートすることが可能である。
ポケモンカードの研究所、8人のクラブマスターとメダル、4人のグランドマスターにライバルなど『ポケットモンスター 赤・緑』を基にしたかのようなストーリー構成も特徴。

### カードポン!
赤外線通信を利用した、本作独自の通信システム。ゲーム起動直後のメニューから手軽に選択できる。通信プレイヤー双方が何らかのカードを1枚ずつ手に入れることができる。お互いに損をしない通信というのが特徴。他のプレイヤーと一定人数以上通信しない限り、一度通信したプレイヤー同士は通信することができなくなるので、多くのプレイヤーと接触するほど有利になる。この方法でしか手に入らない特別なカードも存在する。なお、ゲームボーイカラーの赤外線ポートではなくカートリッジに内蔵された赤外線通信機能で行われているので、ゲームボーイカラー以外のゲームボーイでも可能。
この通信と類似のシステムが本編でも「ふしぎなおくりもの」として逆輸入されたが、一日当たりの通信回数が制限されていたり、通信後にゲームを再開して手に入れたアイテムを引き取らないと再通信できないといった相違点がある。

### 世界観
ポケモンカードの好きな人が多数いる島を舞台にしている。生身のポケモンそのものは一切登場しない（ただし取扱説明書に載っている漫画には、ランドと共にピカチュウが登場している）。また、人々の生活感のある描写もなく、カードバトルとそれに関連する施設以外も存在しない、極めて抽象的な世界描写が見られる。
本シリーズの登場人物の大部分は、ポケモンカードゲームの関係者や大会での入賞者がモデルとなっている。

## ポケモンカードGB

### 収録カードについて
最初期のシリーズである『第一弾』『ポケモンジャングル』『化石の秘密』のカードを中心に、キャンペーンで配布されたプロモーションカードとゲームボーイ版オリジナルカードを加え、228種類のカードが登場する。カードプールの少なさからユーザーから不満の声が上がったとする文献もある。
マルマイン（第1弾）やメタモン（化石の秘密）のように効果の再現が難しいカードは未収録で、その代わりにコンピュータがランダムに対象を選択、メタモンがその戦闘中のみ他のカードに完全に変身する、など実際のカードでは再現困難なGBならではの効果を持ったオリジナルカードが十数種類登場した。「伝説のカード」と呼ばれるオリジナルカードも4枚登場し、そのうちの1枚カイリューのカードはゲームの同梱特典となっていて、当時実際にカードゲームで使用することもできた。この他のオリジナルカードも、後に実際のカードとしても登場したものがいくつか存在する。

### ストーリー
ポケモンカードが大好きな少年が、ある日「伝説のカード」の噂を耳にする。興味を持った彼は、カードの研究家であるオーヤマ博士の研究所に駆け足で向かうのであった。

### 特徴
ポケモンシリーズでは初めて、ゲーム中のメッセージに漢字を使用している（「円」などの記号的なものを除く）。カードGBシリーズ以外で初めて漢字を使ったのは『ポケモンコロシアム』（2003年発売）である。
同じく、移動画面においてBダッシュが使用できるようになったのもポケモンシリーズでは初である。本編では『ポケットモンスター ルビー・サファイア』（2002年発売）にて採用。

### 移植版
| No. | タイトル         | 発売日         | 対応機種        | 開発元   | 発売元 | メディア                                           | 型式 | 備考                                                                             | 出典                    |
| --- | ---------------- | -------------- | --------------- | -------- | ------ | -------------------------------------------------- | ---- | -------------------------------------------------------------------------------- | ----------------------- |
| 1   | ポケモンカードGB | 2014年12月24日 | ニンテンドー3DS | ハドソン | 任天堂 | ダウンロード (バーチャルコンソール)                | -    | 通信対戦・交換・カードポン！非対応                                               | [ 3 ]                   |
| 2   | ポケモンカードGB | 2023年8月8日   | Nintendo Switch | 任天堂   | 任天堂 | ダウンロード (ゲームボーイ Nintendo Switch Online) | -    | 通信対戦・交換・カードポン！対応 (Nintendo Switchフレンド招待、ローカル通信限定) | [ 4 ] [ 5 ] [ 6 ] [ 7 ] |

## ポケモンカードGB2 GR団参上!
ゲームボーイ最後のポケモンシリーズの1作。前作の正統な続編であり、前作のエンディング直後から話が続く。基本的なシステムはほぼ全て踏襲されている。プレイヤーは主人公として前作と同じ男の子の他に、女の子を選ぶこともできるようになった。前作との通信プレイは不可。
ゲームボーイカラー専用となったので、前作のようにカートリッジに赤外線ポートが内蔵されていない。

### 『GB2』の収録カードについて
全部で441種類のカードが登場する。前作に登場したカードは引き続き全て登場している。さらに『ロケット団』『拡張シート』『イントロパック』のカード、一部のプロモーションカードが新たに登場し、『GR団参上!』のタイトルの通り、独自の「わるいポケモン」のオリジナルカードも多数追加されている。同梱カードは「GR団のミュウツー」。
前作同様、効果再現の難しいカードは全て未収録となっており、特に『拡張シート』によく見られた、専用マーカー系の技を使うポケモンは「くいしんぼカビゴン」以外は収録されていない。また、『拡張シート』や『ジムシリーズ』にあった「スタジアムカード」も収録されず、『ジムシリーズ』からは「ロケット団のワナ」の1枚のみが登場している。
『ポケットモンスター 金・銀』のポケモンは旧シリーズのプロモーションカードであった「トゲピー」「マリル」「ルギア」のみが登場する。「ポケモンカードneo」シリーズ以降のカードは「リサイクルエネルギー」と「わるいライチュウ」が登場しているのみだが、これら2枚はゲーム上はGBオリジナルカードとして分類されており、「わるいライチュウ」は他のオリジナルカードのようなランダムダメージ効果に変更されている。

### ストーリー（GB2）
ついに伝説のカードを手に入れた主人公。しかし彼（彼女）の前に突如として謎の組織「GR団」（グレートロケットだん）が現れ、全てのカードを奪い去ってしまった!島じゅうを荒らし回る彼らに対抗する術はあるのか?そして彼らの真の目的とは…?

### 追加要素（GB2）
前作では原則としてルールの範囲で自由にデッキを組めたが、本作では使用するカードなどに条件をつける敵キャラが登場する。また、カードバトルにも変則的なルールが追加される場合もある。実際のカードにあった「スタジアムカード」が本作には存在しないため、その効果をイメージさせる変則ルールが多い。
移動中ならいつでもデッキの整理やカードリストの確認ができるようになり、よりプレイしやすくなった。
「ゲームセンター」という施設が登場。スロットマシンなどのミニゲームで遊ぶことができる。ゲームでためたポイントを使って新しいカードを手に入れたり、既存のカードを合成する「ブラックボックス」も使用することができる。
前作ではオリジナルカードの一部のレベルの数値が（効果の異なる）実際のカードと被っていたが、本作では区別のためいくつかのカードのレベルが修正されている。また、前作では実際のカードと全く同じであったレアリティも、本作ではゲームの設定に合わせて大量に変更されている。